# Hubert Oulaye
Hubert Oulaye est un homme politique ivoirien né à Guiglo le 3 novembre 1953. Professeur agrégé de droit public et de sciences politiques à la faculté de droit de l'université de Cocody, il est un militant de la première heure du Front populaire ivoirien.

## Biographie
- Depuis 1988 : Il est président du département de Droit de la faculté de droit d'Abidjan.
- Depuis 1994 : directeur du Centre ivoirien de recherches et d'études juridiques (CIREJ)
- 1996 - 1999 : directeur de cabinet du président du FPI Laurent Gbagbo, puis secrétaire national du FPI chargé de la Législation, de la Fonction publique et de la Réforme administrative.
- 2000 : Élu député du FPI dans la circonscription de Guiglo.

Il occupe pendant une décennie le poste de ministre de la Fonction publique et de l'Emploi entre 2000 et 2010 sous la présidence de Laurent Gbagbo, fonction qu'il cumule entre le 27 octobre 2003 et le 8 février 2010 avec celle de coordonnateur général du Comité national de pilotage du redéploiement de l'Administration.
Hubert Oulaye est également député depuis 2000 à l'Assemblée nationale et président du Conseil général de Guiglo.
À la chute de Laurent Gbagbo en 2011, il s’exile au Ghana. Alors qu’il est de retour en Côte d’Ivoire, il est arrêté en 2015, condamné à vingt ans de prison pour complicité dans l’assassinat de sept Casques bleus et incarcéré. Il est amnistié en 2018. Oulaye a toujours rejeté ces accusations.
Oulaye préside le groupe parlementaire d'opposition Ensemble pour la démocratie et la souveraineté à l'Assemblée nationale qui rassemble les partisans de Laurent Gbagbo au sein du Front populaire ivoirien (FPI).
En octobre 2021, Oulaye quitte le FPI et rejoint le Parti des peuples africains – Côte d'Ivoire (PPA-CI), nouveau parti fondé par Laurent Gbagbo après son retour d'exil en Côte d'Ivoire. Il en est nommé président exécutif,.
En avril 2023, il est désigné candidat du PPA-CI au conseil régional du Cavally lors des élections régionales de septembre 2023. Il est aussi soutenu par le Parti démocratique de Côte d'Ivoire – Rassemblement démocratique africain (PDCI-RDA) mais est battu (42,5 % des voix) par la présidente sortante Anne Désirée Ouloto (RHDP) qui obtient 57,5 % des voix,.

## Postes de ministres
- 2000 : Nommé ministre de la Fonction publique et de l'Emploi.
- octobre 2000 : Nommé ministre du Travail, de la Fonction publique et de la Réforme administrative
- 2003 : Nommé ministre de la Communication
- 2005 :  Nommé ministre de la Fonction publique, de l'Emploi et de la Réforme administrative dans le gouvernement de Charles Konan Banny
- 2007- 2010 : ministre de la Fonction publique et de l'Emploi dans le gouvernement Soro I.